# Kokoda luteoscutum
 (octobre 2021).
Genre
Espèce
Kokoda luteoscutum, unique représentant du genre Kokoda, est une espèce d'opilions laniatores à l'appartenance familiale incertaine.

## Distribution
Cette espèce est endémique de la province nord en Papouasie-Nouvelle-Guinée. Elle se rencontre vers Kokoda.

## Description
Le mâle holotype mesure 4,5 mm.

## Publication originale
- Roewer, 1949 : « Über Phalangodiden I. (Subfam. Phalangodinae, Tricommatinae, Samoinae.) Weitere Weberknechte XIII. » Senckenbergiana, vol. 30, p. 11–61.